# Tony Urbano
José Antonio Urbano Gornals (Tarragona, 14 de agosto de 1956 - Reus, 27 de agosto de 2014) fue un bajista, compositor y productor español. Formó parte de las míticas bandas españolas de rock Coz y Leño. Como autor, tiene registradas en la SGAE más de cuarenta obras, algunas de ellas en coautoría con Rosendo o Miguel Ríos, entre otros artistas. Así, colaboró en la creación de grandes temas como "La Fina" o "Maneras de vivir", entre otros muchos.

## Biografía
Da sus primeros pasos como bajista en su ciudad natal junto al batería Ramiro Penas. Con 17 años, ambos se marchan juntos a Madrid donde inician su carrera musical acompañando al cantante estadounidense Paul Sebastián. Poco tiempo después estaría grabando con Luis Eduardo Aute y Rosa León bajo la producción de Teddy Bautista y se convertiría en bajista del grupo Coz, junto a su compañero Ramiro y los hermanos Armando y Carlos De Castro (posteriormente Barón Rojo). Con el grupo Coz colaboraría en 1977 junto a otros artistas en la grabación del disco "Hablan los partidos" con la canción "El rock de la legalización", compuesta por los hermanos de Castro y el cantautor Víctor Manuel. En 1978, también con Coz, y otros grupos de la época, grabaría el disco "Nos va la marcha", cuyo documental con el mismo título se publicaría en el año 1979.  
En 1979, Urbano se integra en Leño. La banda había sido fundada unos meses antes por Rosendo Mercado, Chiqui Mariscal y Ramiro Penas pero en mitad de las sesiones de grabación de su primer álbum Mariscal abandonó la banda por lo que Urbano entró en su sustitución quedando así definitivamente completado el trío.
El grupo revolucionó el rock en solo seis años y se convirtió en un fenómeno para la historia de la música española: tres discos de estudio y un directo han derivado en casi una decena de recopilatorios posteriores y una legión de fanes que a día de hoy sigue recordando la calidad de su música y la intensidad de sus letras.
Tras la separación de Leño en octubre de 1983, Urbano vuelve a su ciudad natal para desconectar de los excesos y deja durante un tiempo la música.
Posteriormente, se unió a la banda Zero y, en los últimos años, hizo pequeñas colaboraciones con grandes artistas como Miguel Rios o Luz Casal y ejerció también como productor musical del grupo Presidents en los discos "No Comission" en 1999 y "En la nevera: ¡hambre!" en 2002; así como de los tarraconenses Números Rojos para quienes produjo "Nariz contra nariz" (1990) "y ...del mundo" (1991).
En 2001 recibió, en la V edición de los Premios de la Música, el premio al mejor autor de Rock, que la Academia de la Música había otorgado a Leño, por la canción "La Fina". Dicha gala de entrega de premios se celebró el 23 de marzo de 2001 en el Pabellón Raimundo Saporta de Madrid.
El 17 de febrero de 2010 con motivo de la presentación del disco homenaje a Leño “Bajo la Corteza”, el trío formado por Rosendo, Ramiro Penas y Tony Urbano se volvió a reunir de nuevo en un escenario (sala Caracol de Madrid), 27 años después de su último concierto, para tocar durante veinte minutos ante un reducido grupo de periodistas algunos de los grandes éxitos de la banda. El 24 de junio de 2013 Tony se reunió por última vez en público con Rosendo y Ramiro, en el Círculo de Bellas Artes de Madrid, en la rueda de prensa de presentación de la biografía “Maneras de vivir. Leño y el origen del rock urbano” junto a los autores del libro Kike Babas y Kike Turrón y el músico Miguel Ríos.
Tony Urbano falleció en Reus (Tarragona) el 27 de agosto de 2014 tras una larga enfermedad.
En septiembre de ese mismo año, según reveló Rosendo, el grupo tenía previsto aparecer por sorpresa en el concierto que el cantante madrileño realizó en la Plaza de Toros de Las Ventas ante 17.000 espectadores para celebrar sus 40 años de carrera, interpretando el tema “Maneras de vivir”. Sin embargo, la anhelada reunión no pudo producirse debido al repentino fallecimiento de Tony Urbano apenas un mes antes.
"Había llamado a Tony y Ramiro y la idea era que no se enterase nadie y salieran a tocar 'Maneras de vivir'. Se lo dije un mes antes y me dijeron que sí, pero Tony estaba ya tocado. No sabíamos que iba a ser tan inmediato. Estaban ilusionados, porque Ramiro vive en Valencia y Tony vivía en Tarragona y habían quedado para tocar juntos", relató el músico.
En su lugar, Rosendo interpretó con una guitarra acústica el tema instrumental “Se Acabó” como homenaje a Tony.

## Discografía

### Coz
- Hablan los partidos (Teddy Bautista, Ana Belén, Victor Manuel, José Menese, Camaretá y COZ) - 1977
- Nos va la Marcha (COZ, Leño, Topo, Mad, Cucharada y Teddy Bautista) - 1979

### Leño
- Leño - 1979
- Más madera - 1980
- En Directo - 1981
- ¡Corre, corre! - 1982
- Vivo '83 - 2006

### Zero
- Heavy Rock: Al Rojo! – 1988

### Números Rojos
- Nariz contra nariz – 1990 (Productor)
- Y …del mundo – 1991 (Productor)

### Presidents
- No Comission – 1999 (Productor)
- En la Nevera: ¡Hambre! – 2002 (Productor)